# Большевистское сельское поселение (Волгоградская область)
Большеви́стское се́льское поселе́ние — муниципальное образование в Еланском районе Волгоградской области. Административный центр — посёлок Большевик.

## История
Большевистское сельское поселение образовано 24 декабря 2004 года в соответствии с Законом Волгоградской области № 980-ОД.

## Население
| 2010  | 2012  | 2013  | 2014  | 2015  | 2016  | 2017  |
| ----- | ----- | ----- | ----- | ----- | ----- | ----- |
| 1722  | ↘1668 | ↘1639 | ↘1610 | ↘1557 | ↘1536 | ↘1511 |
| 2018  | 2019  | 2020  | 2021  |       |       |       |
| ↘1473 | ↘1439 | ↘1386 | ↘1372 |       |       |       |

## Состав сельского поселения
| № | Населённый пункт | Тип населённого пункта          | Население |
| - | ---------------- | ------------------------------- | --------- |
| 1 | Большевик        | посёлок, административный центр | 809       |
| 2 | Булгурино        | хутор                           | 126       |
| 3 | Калачики         | хутор                           | 86        |
| 4 | Маринский        | хутор                           | 342       |
| 5 | Николаевка       | хутор                           | 220       |
| 6 | Новопетровский   | хутор                           | 139       |